# Machiny wojenne

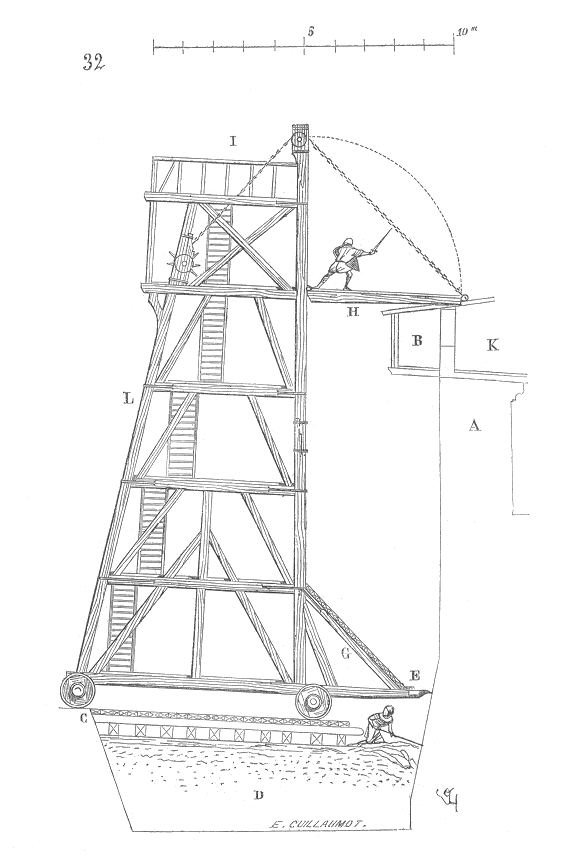
Wieża oblężnicza – przykład machiny oblężniczej

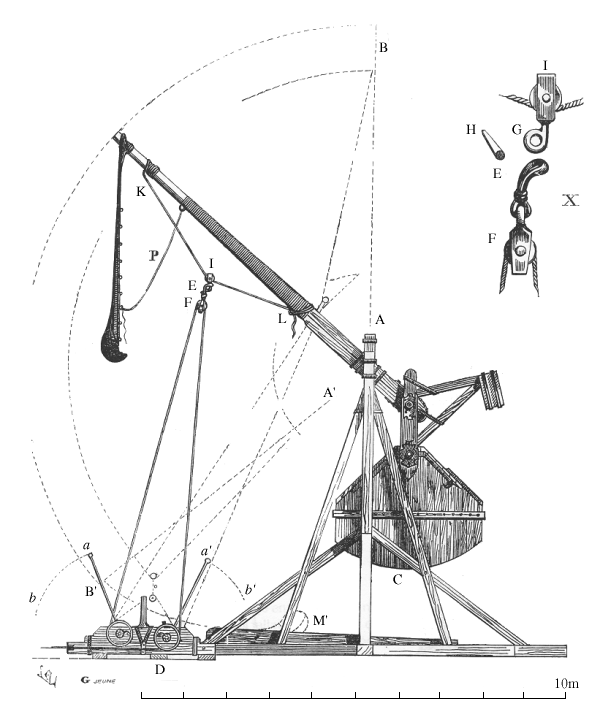
Tripantium – przykład machiny miotającej

Machiny wojenne – grupa machin służących celom wojskowym, stosowana szczególnie w okresie starożytności i średniowiecza, służąca zarówno oblegającym i oblężonym, a także w czasie walk w otwartym polu czy na morzu.
W okresie starożytnym powstały dwie podstawowe grupy:
- machiny oblężnicze
- machiny miotające

## Machiny oblężnicze
Pod określeniem „machiny i urządzenia oblężnicze” rozumiano wszelkie konstrukcje umożliwiające wojującym zbliżenie się do siebie dla nawiązania bezpośredniej walki, pomocne zwłaszcza przy szturmach i oblężeniach miejsc ufortyfikowanych. Służyły one zarówno do niszczenia fortyfikacji, jak i do ochrony oblegających.

## Machiny miotające
Machiny miotające stosowane były w walce na odległość do niszczenia fortyfikacji nieprzyjaciela i rażenia wroga zarówno w polu, jak i w obrębie umocnień.
Z uwagi na źródło energii potrzebnej do wyrzucenia pocisku machiny te dzielone są na:
- machiny barobalistyczne (od gr. βαρος báros – "ciężar; masa; waga", βαλλω ballo – "rzucać; pchać")
- machiny neurobalistyczne (od gr. νευρών neúron – "ścięgno; cięciwa; struna; (nerw)", βαλλω ballo – "rzucać; pchać")

Starożytni Grecy przyjęli inny podział z uwagi na rodzaj miotanego pocisku: 
- oksybelis – machiny wyrzucające strzały
- lithoboloi lub petroboloi – machiny wyrzucające kule kamienne itp. pociski

Współcześnie, ze względu na tor miotanego pocisku, stosowany jest podział urządzeń miotających na stromotorowe i płaskotorowe.